# Staw Wyścigi
Staw Wyścigi lub Staw przy Wyścigach – zbiornik przepływowy o powierzchni ponad 1,9 ha w Warszawie, w dzielnicy Ursynów.

## Położenie i powierzchnia
Staw leży po lewej stronie Wisły, w Warszawie, w dzielnicy Ursynów na terenie należącym do toru wyścigów konnych Służewiec, w Dolinie Służewieckiej, w pobliżu ulicy Bokserskiej i alei Wyścigowej. Stanowi granicę obszarów MSI Wyczółki i Ursynów Północny. Przez staw przepływa Potok Służewiecki, który 1 km wcześniej mija Stawy Berensewicza, a 300 m dalej przepływa przez Staw Służewiecki. Swoje ujście ma tu Kanał Bokserski.
Zbiornik ma charakter zbiornika przepływowego o niewielkiej pojemności zwanego stawem detencyjnym. „Program Ochrony Środowiska dla m. st. Warszawy na lata 2009–2012 z uwzględnieniem perspektywy do 2016 r.” podaje, że staw ma powierzchnię 1,9170 ha. Pojemność retencyjna zbiornika wodnego wynosi 18 tys. m³ (lub 17,7 tys. m³), średnia pojemność to 28 tys. m³, a pojemność maksymalna 46 tys. m³. Natomiast szacunki z 2014 roku dokonane przez badaczy SGGW przy normalnym poziomie piętrzenia wskazują na powierzchnię zalewu wynoszącą 1,35 ha i pojemność 15,4 tys. m³. Wielkość zlewni na odcinku potoku do wysokości stawu wynosi 28,7 km², a zlewni różnicowej wynosi 1,6 km². Odpływ ma kształt trapezu. Pod aleją Wyścigową, znajduje się przepust utrzymujący stały poziom wody w stawie.

## Historia
Zbiornik przeszedł rekultywację w 2007 roku. Jej celem było odbudowanie i pogłębienie czaszy stawu oraz ukształtowanie brzegów.

## Fauna
W 2004 roku na terenie stawu i w jego okolicach stwierdzono występowanie kaczki krzyżówki, rycyka, sowy uszatki, dzięciołka, jaskółki dymówki i trzciniaka.